# Железничка станица Хајдарпаша
Железничка станица Хајдарпаша (тур. Haydarpaşa Garı) је почетна и главна железничка станица азијског дела Истанбула. Одавде иду возови према Истоку по траси познатој као Истанбул-Багдад и Истанбул-Медина. Такође Техеран екпрес вози за Иран при чему се возови укрцају и на трајект приликом преласка језера Ван.
Путницима из Азије Хајдарпаша је крајња станица према Западу. За даљи пут према Европи прелази се Босфорски мореуз трајектом и наставља на железничкој станици Сиркечи.

## Историја
Прва станица је саграђена 1872. када је отворена пруга према Гебзеју. Због пораста промета станицу су проширили немачки архитекти Ото Ритер (Otto Ritter) и Хелмут Кону (Helmut Conu) 1906. Немци су били главни инвеститори комплетне трасе Истанбул-Багдад па је већина ствари рађена у немачком стилу. Разлог је у томе да је немачка дипломатија имала велике амбиције на Блиском истоку. Станица Хајдарпаша је тако била важна станица на путу Берлин-Багдад, којом су Немци желели увозити сировине (нафту).
Данашњи облик тврђаве на мору, био је поклон немачког краља Виљема II Султану Абдул Хамиду II.
Први воз са железничке станице Хајдарпаша кренуо је 4. новембра 1908, а станица је службено отворена 19. августа 1909. године.
Поред војничке болнице, недалеко од станице, данас леже гробови енглеских и француских војника палих у Кримском рату (1854-1856). У тој болници је служила и позната медицинска сестра Флоренс Најтингејл.